# Kontrasteffekt

Beispiel Kontrast

Ein Kontrast-Effekt ist eine kognitive Verzerrung, die zu einer intensiveren Wahrnehmung einer Information führt, welche zusammen mit einer im Kontrast stehenden Information präsentiert wird.
Kontrast-Effekte treten auf, wenn eine negative Beziehung zwischen den Implikationen der Kontextinformation und dem Urteil besteht. Bei Urteilsfindungen führen so positive Kontextinformationen zu negativeren Bewertungen und negative Kontextinformationen zu positiveren Bewertungen.
Kontrast-Effekte sind allgegenwärtig in der menschlichen Wahrnehmung, der Kognition und dem daraus resultierenden Verhalten. Ein Objekt erscheint schwerer, wenn es mit einem leichten Objekt verglichen wird, oder leichter, wenn es mit einem schweren Objekt kontrastiert wird. Die Attraktivität einer Alternative kann deutlich erhöht werden, wenn sie einer ähnlichen aber schlechteren Alternative gegenübergestellt wird und vice versa.
Obwohl beide Innenkreise im rechten Bild die gleiche Größe haben, erscheint der rechte Innenkreis größer. Das jeweilige Umfeld beeinflusst unsere Wahrnehmung, wobei das Auge dazu neigt, die bestehenden Unterschiede überzubetonen. Dieser Kontrast-Effekt ist für Beurteilungen von wesentlicher Bedeutung. Ein schwacher Mitarbeiter wird in einem Kollegium noch schwächerer Mitarbeiter als relativ leistungsstark wahrgenommen und umgekehrt.

## Kontrastarten

### Simultan-Kontrast

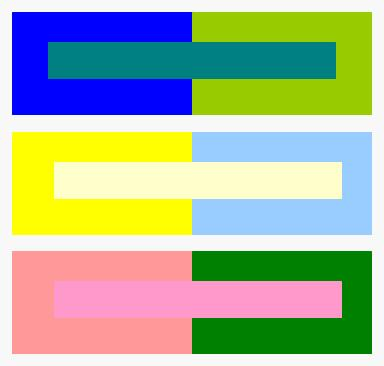
Kontrasteffekt

Ein Simultan-Kontrast liegt vor, wenn zwei Reize gemeinsam auftreten. Er beschreibt die Wechselwirkung von nebeneinander liegenden Farbflächen bzw. die Kontraststeigerung der empfundenen Farbintensität.
Wenn wir Farbe wahrnehmen, wird gleichzeitig, also simultan, die komplementäre Ergänzung mit wahrgenommen und über die Ausgangsfarbe gestrahlt. Betrachten wir beispielsweise das rechte Bild. Alle drei waagerechten Innenstreifen sind in sich gleichfarbig. Durch die Umfeldfarben wird aber ihr Farbeindruck verändert. Mit einer senkrechten Mittellinie kann man diesen Eindruck leicht sichtbar machen.

### Sukzessiv-Kontrast
Von Sukzessiv-Kontrast spricht man, wenn zwei Reize zeitlich eng aufeinander folgen und eine Wahrnehmung durch die andere beeinflusst wird, z. B. durch Nachbilder. Dieser Effekt entsteht durch die Adaption des Auges an einen bestimmten Lichtreiz. Die neuronale Reaktion des Auges über die Zeit hinweg wird geschwächt, so dass sich das Komplementärfarbsystem nicht mehr im Gleichgewicht befindet und der Gegenfarbe des ursprünglichen Reizes entspricht. Wenn man zum Beispiel eine Zeitlang einen roten Kreis betrachtet und anschließend den Blick auf eine weiße Fläche wendet, entsteht ein schwach grünes Nachbild.

### Eigendemonstration
Um sich selber einen Kontrasteffekt zu demonstrieren, muss man nur für etwa eine Minute eine Hand in kaltes Wasser halten und die andere gleichzeitig in warmes Wasser. Anschließend hält man beide Hände in lauwarmes Wasser und kann den Kontrasteffekt selber erfahren: Die Hand, welche zuvor im kalten Wasser war, fühlt sich nun viel wärmer an als die Hand, die zuvor im warmen Wasser war, da immer mit dem vorherigen Zustand verglichen wird.

## Kontrasteffekte in der Sozialpsychologie
Ein Kontrasteffekt bezeichnet auch eine Tendenz bei Urteilsbildungen und sozialen Vergleichen. Ein Objekt, das eine mittlere Beurteilung (bei isolierter Beurteilung) erhält, wird positiver beurteilt, wenn ihm ein negativ beurteiltes Objekt vorangeht (positiver Kontrasteffekt), und negativer, wenn ihm ein positiv bewertetes Objekt vorausgeht (negativer Kontrasteffekt).
Beurteilungen gehen oft Vergleichsprozesse voraus, da zum Beispiel bei der Einschätzung, ob ein hohes, mittleres oder geringes Ausmaß einer Eigenschaft vorhanden ist, eine Norm oder ein anderer Vergleichsstandard erforderlich ist. Bei Beurteilungen von Eigenschaften (z. B. Pünktlichkeit, Gewissenhaftigkeit, Attraktivität) beziehen sich diese Vergleiche häufig auf das Selbst, da die Repräsentationen des Selbst im Gedächtnis leicht abrufbar ist. Bei sozialen Vergleichsprozessen spielen aber auch andere Vergleichsstandards eine Rolle, z. B. Geschwister, Mitschüler, Kollegen etc. Urteilsbildungen sind daher immer kontextabhängig. Bei Kontexteffekten kann man allgemein zwischen Kontrasteffekten und Assimilationseffekten (stehen im Gegensatz zu Kontrasteffekten) unterscheiden.
Bei einem Kontrasteffekt werden die Handlungen oder Eigenschaften anderer Personen in Abgrenzung vom eigenen Standpunkt eingeschätzt. Kontrasteffekte treten häufig bei Unähnlichkeit auf, und in Fällen, in denen bei isolierter Betrachtung eine mittlere Beurteilung stattfinden würde.

## Erklärungsmodelle

### Inklusions-/Exklusionsmodell
Das Inklusions-/Exklusionsmodell ist ein allgemeines Modell zur Erklärung von Assimilations- und Kontrasteffekten auf der Basis mentaler Konstruktionen bei Urteilsentscheidungen.
Menschliches Urteilen ist vom Kontext abhängig. Die Evaluation eines Urteilsobjekts erfordert zweierlei mentale Repräsentationen: eine mentale Repräsentation des Urteilobjekts und eine des Vergleichstandards. Beide Konstruktionen erfolgen flexibel und werden auf Grundlage der zugänglichen Informationen spontan gebildet. Die Repräsentation des Urteilsobjekts besteht somit nur aus einer Teilmenge der potentiell relevanten Informationen und kann von Situation zu Situation variieren. Wird eine bestimmte Evaluation bzw. ein Urteil besonders oft genutzt, dann kann diese als solche abgerufen werden und muss nicht immer in situ gebildet werden.
Die Zugänglichkeit von Informationen lässt sich in zwei Kategorien teilen: chronisch zugängliche Information, die konstant abrufbar ist und die Stabilität von Urteilen erklärt, und temporär zugängliche Informationen. Diese Art der Zugänglichkeit ist vom Kontext abhängig.
Die Auswirkungen der zugänglichen Informationen hängen von der Kategorisierung der Informationen ab. Wird eine Information inkludiert, also in die mentale Repräsentation des Urteilobjekts eingeschlossen, ergibt sich ein Assimilationseffekt. Es entsteht somit eine positive Beziehung zwischen den Implikationen der Kontextinformation und dem Urteilsobjekt.
Verschiedene spezifizierte Randbedingungen können allerdings dazu führen, dass verfügbare, relevante Informationen aus der Repräsentation des Urteilsobjekts ausgeschlossen werden. Die Information wird exkludiert. Die ausgeschlossene Information kann dann zur Konstruktion des Vergleichstandards genutzt werden; sie begünstigt Kontrasteffekte.
Die Inklusion bzw. Exklusion von Informationen wird durch drei Faktoren bestimmt: Relevanz, Repräsentativität und Angemessenheit.
Meist haben unsere aktuellen Gedanken mit dem zu tun, worauf wir uns fokussieren, d. h. sie sind relevant und werden so automatisch im Urteilsobjekt inkludiert. Nehmen wir jedoch eine „irrelevante“ Ursache für Zugänglichkeit wahr (z. B. offensichtliches Priming) wird die Information exkludiert und es entstehen Kontrasteffekte. Kontextinformation, die als unpassend oder untypisch wahrgenommen wird sowie Informationen, die Konversationsregeln brechen, resultieren ebenfalls in einer Exklusion der aktivierten Informationen.
Das Inklusions-/ Exklusionsmodell sagt die Richtung (Assimilation oder Kontrast) und Größe des Effekts vorher sowie die Generalisierbarkeit über verschiedene Objekte hinweg.

### Selektives Verfügbarkeitsmodell
Das selektive Verfügbarkeitsmodell (selective accessibility model, SEM) von Mussweiler ist ein weiteres Modell, welches die Entstehung von Assimilations- und Kontrasteffekten bei Urteilsentscheidungen und sozialen Vergleichen erklärt.
Für einen Beurteilungsprozess und Vergleichsprozess muss nach relevanten Informationen über das Urteilsobjekt und den Vergleichsstandard gesucht werden. Für die Suche nach und die Aktivierung von beurteilungsrelevantem Wissen werden hypothesentestende Prozesse eingesetzt, die oft selektiv sind, da sie nur auf eine zentrale Hypothese fokussieren. Man nennt dies den Mechanismus der selektiven Verfügbarkeit.
Man kann grundsätzlich zwischen zwei Hypothesen unterscheiden, von denen eine überprüft wird. Man kann entweder die Wahrscheinlichkeit testen, dass das Urteilsobjekt dem Vergleichsstandard ähnlich ist (Ähnlichkeitshypothese), oder die Wahrscheinlichkeit, dass sich das Urteilsobjekt vom Vergleichsstand unterscheidet (Unähnlichkeitshypothese). Welche der Hypothesen getestet wird, hängt von der allgemeinen wahrgenommenen Ähnlichkeit von Urteilsobjekt und Vergleichsstandard ab, die in einem ersten Schritt des selektiven Verfügbarkeitsmechanismus durch einen raschen, oberflächlichen Urteilsprozess bestimmt wird; es werden kurz ein paar Eigenschaften untersucht, um zu bestimmen, ob sich das Urteilsobjekt und der Vergleichsstandard generell ähnlich oder unähnlich sind. Nun werden von der Hypothese ausgehend passende Informationen gefunden und aktiviert. Durch diese selektiv aktivierten Informationen ist die Wahrscheinlichkeit sehr hoch, dass die Anfangshypothese bestätigt wird und es zu einem Assimilationseffekt (bei Ähnlichkeitshypothese) oder zu einem Kontrasteffekt (bei Unähnlichkeitshypothese) kommt.

## Beispiele

### Bewertung von Texten
Lehramtsstudenten sollen zwei Texte bewerten, die, so wurde es ihnen erzählt, von 13-Jährigen geschrieben wurden. Vor der Bewertung wurden die Versuchspersonen entweder auf Unterschiede oder auf Ähnlichkeiten geprimt. Es zeigte sich, dass die Versuchspersonen, welche durch das Priming auf Unterschiede fokussierten, die Texte unterschiedlicher bewerteten. Die Versuchspersonen, welche auf Gemeinsamkeiten fokussierten, bewerteten die Texte signifikant ähnlicher.

### Urteile von Kampfrichtern
Erfahrene Kampfrichter sollten von einem Video zwei Übungen im Kunstturnen nach den Wertungsvorschriften möglichst objektiv bewerten. Den Kampfrichtern wurde dabei gesagt, dass die Turner entweder zum selben Nationalteam (Fokussierung auf Ähnlichkeit) oder zu verschiedenen Teams (Fokussierung auf Unähnlichkeit) gehörten. Bei der ersten Übung sah die eine Hälfte der Kampfrichter eine bessere Übung (hoher Vergleichsstandard) und die andere Hälfte eine schlechtere Übung (niedriger Vergleichsstandard). Die zweite Übung war bei allen Kampfrichtern die gleiche. Die Kampfrichter, die auf Ähnlichkeiten fokussierten, näherten sich mit ihrer Bewertung des zweiten Turners an den Vergleichsstandard (erster Turner), während es bei den Kampfrichtern, die auf Unähnlichkeiten fokussierten zu einem Kontrasteffekt kam.

### Attraktivität
Auch bei der körperlichen Attraktivität können sich Kontrasteffekte auf die Selbsteinschätzung auswirken. Männer und Frauen schätzen sich nach der Betrachtung von sehr attraktiven gleichgeschlechtlichen Stimuluspersonen als weniger attraktiv ein (negativer Kontrasteffekt) als Personen, die diese Bilder nicht gesehen hatten. Nach der Betrachtung von unattraktiven Versuchspersonen wurde die eigene Attraktivität höher eingeschätzt (positiver Kontrasteffekt).